# CIE-11
La CIE-11 es el acrónimo de la Clasificación internacional de enfermedades, 11.ª edición correspondiente a la versión en español de la versión en inglés ICD, siglas de International Statistical Classification of Diseases and Related Health Problems.  Su desarrollo tuvo lugar en un espacio de trabajo basado en Internet que sigue utilizándose como  plataforma de mantenimiento para debates y propuestas de actualización de la CIE. Cualquiera puede presentar una propuesta basada en pruebas. Las propuestas se procesan de manera abierta y transparente con revisiones de la evidencia científica, así como de la usabilidad y utilidad en los diversos usos de la CIE.
Se previó que no habría necesidad de modificaciones nacionales de la CIE-11, debido a su riqueza y flexibilidad en los detalles que deben notificarse. 
La versión final del sistema de la CIE-11 se presentó a la Asamblea Mundial de la Salud de la OMS (WHA) para su aprobación oficial en 2019. La versión para la implementación (preparación de la aprobación en la WHA) se publicó el 18 de junio de 2018.
Esta edición entró en vigor en 2022 para sustituir a la vigente desde 1990.

## Herramientas de internet
La CIE-11 viene con un paquete de implementación que incluye tablas de transición desde y hacia la CIE-10, una herramienta de traducción, una herramienta de codificación, servicios web, un manual, material de capacitación y más. Se puede acceder a todas las herramientas después de autoregistrarse desde la plataforma de mantenimiento.

## Capítulos
A continuación se muestra una lista de todos los capítulos del CIE-11
1. Algunas enfermedades infecciosas o parasitarias
2. Neoplasias
3. Enfermedades de la sangre o de los órganos hematopoyéticos
4. Enfermedades del sistema inmunitario
5. Enfermedades endocrinas, nutricionales o metabólicas
6. Trastornos mentales, del comportamiento y del neurodesarrollo
7. Trastornos del ciclo de sueño y vigilia
8. Enfermedades del sistema nervioso
9. Enfermedades del aparato visual
10. Enfermedades del oído o de la apófisis mastoides
11. Enfermedades del sistema circulatorio
12. Enfermedades del aparato respiratorio
13. Enfermedades del aparato digestivo
14. Enfermedades de la piel
15. Enfermedades del sistema músculo esquelético o del tejido conectivo
16. Enfermedades del aparato genitourinario
17. Condiciones relacionadas con la salud sexual
18. Embarazo, parto o puerperio
19. Algunas afecciones que se originan en el período perinatal
20. Anomalías del desarrollo prenatal
21. Síntomas, signos o resultados clínicos anormales no clasificados en otra parte
22. Traumatismos, intoxicaciones u otras consecuencias de causas externas
23. Causas externas de morbilidad o mortalidad
24. Factores que influyen en el estado de salud o el contacto con los servicios de salud
25. Códigos para propósitos especiales
26. Capítulo suplementario de condiciones de la medicina tradicional, módulo I
27. V Sección suplementaria para la evaluación del funcionamiento
28. X Códigos de extensión

## Características
CIE-11 tiene una serie de características que la diferencia respecto de las versiones anteriores.
- Alrededor de 300 especialistas de 55 países, organizados en 30 grupos de trabajo principales, han aportado su contribución para actualizar científicamente la CIE-11, y se han resuelto los problemas estructurales que se pusieron de manifiesto con el uso de la CIE-10.
- CIE-11 es mucho más fácil de usar que CIE-10. Su infraestructura ontológica permite una mejor orientación del usuario en comparación con la CIE-10.
- La dependencia sistemática en el uso de combinaciones de códigos y códigos de extensión hace que el DCI finalmente sea clínicamente relevante. Con las combinaciones se puede codificar cualquier condición hasta el nivel de detalle deseado.
- Ahora se incluyen la atención primaria, la codificación del cáncer, la medicina tradicional (actualmente módulo 1: medicina china antigua - China, Corea y Japón) y una sección para la evaluación del funcionamiento.
- Las versiones especializadas, en cuanto a la salud mental, la atención primaria, o la dermatología se producen a partir del núcleo común, la fundación.
- La CIE-11 es verdaderamente multilingue. La CIE-10 existe en 43 idiomas en versiones electrónicas y la CIE-11 ya tiene 15 traducciones en curso. El herramental produce todos los archivos y formatos desde el herramental principal de traducción en la plataforma de mantenimiento.  Para la autorización de las traducciones, las solicitudes deben dirigirse a la OMS.
- La CIE-11 está lista para la salud digital (anteriormente cibersalud) debido al uso de identificadores de recursos uniformes y a su base ontológica.  El sistema permite la conexión de cualquier software a través de una API estándar.  El mismo paquete también está preparado para su uso fuera de línea.
- La CIE-11 se basa en el componente electrónico de base que contiene todo el contenido, información estructural, referencias y descriptores en un formato legible por máquina. A continuación, el contenido se renderiza para uso mecánico o humano, de forma electrónica o impresa.
- En la CIE-11, cada entidad de enfermedad tiene una descripción que proporciona descripciones clave y orientación sobre cuál es el significado de la entidad/categoría en términos legibles para el ser humano, para guiar a los usuarios. Se trata de un avance con respecto a la CIE-10, que sólo tenía títulos de propiedad. Las Definiciones tienen una estructura estándar de acuerdo con una plantilla con plantillas de definición estándar y otras características ejemplificadas en un "Modelo de Contenido". El Modelo de Contenido es un marco estructurado que captura el conocimiento que sustenta la definición de una entidad ICD.  Por lo tanto, el Modelo de Contenido permite la informatización (con enlaces a ontologías y SNOMED CT). Cada entidad ICD puede ser vista desde diferentes dimensiones o "parámetros". Por ejemplo, actualmente hay 13 parámetros principales definidos en el Modelo de Contenido (ver abajo) para describir una categoría en ICD.

1. Título de la entidad ICD - Fully Specified Name.
2. Clasificación Propiedades - disease, disorder, injury, etc
3. Definiciones textuales - short standard description
4. Términos - synonyms, other inclusion and exclusions
5. Descripción del sistema/estructura corporal - anatomy and physiology
6. Propiedades Temporales - acute, chronic or other
7. Gravedad de las propiedades de los subtipos - menor, moderado, severo, u otras escalas
8. Propiedades de la manifestación - signs, symptoms
9. Propiedades Causales - etiology: infeccioso, causa externa, etc
10. Propiedades funcionales - impact on daily life: activities and participation
11. Propiedades de la condición específica - relaciona con el embarazo etc.
12. Propiedades del tratamiento - specific treatment considerations: e.g. resistance
13. Criterios Diagnóstico - operational definitions for assessment

La CIE-11 invoca una arquitectura más sofisticada que las versiones históricas, consistente con su generación como recurso digital.  El contenido central del sistema, llamado Componente Básico, es una red semántica de palabras y términos, donde cualquier término dado puede tener más de un padre.  Para cumplir con el requisito de que las clasificaciones estadísticas muestren exclusividad mutua (de modo que los eventos no se cuenten más de una vez) y exhaustividad (de modo que haya un lugar para contar todos los eventos), el ICD11 soporta la serialización del Componente Foundation en un número arbitrario de linealizaciones, optimizadas para casos de uso.  La linealización principal, actualmente denominada Estadística de Linealización Conjunta de Morbilidad y Mortalidad, es el formato tabular con el que se familiarizarán la mayoría de los usuarios tradicionales. Sin embargo, otras linealizaciones, para la atención primaria, derivados de múltiples subespecialidades, o aplicaciones como el apoyo a la decisión clínica son posibles.  Por último, se está llevando a cabo un trabajo preliminar en asociación con la IHTSDO para asegurar que el Componente de Fundación de la CIE-11 sea semánticamente coherente a través del desarrollo de la Ontología Común, un subconjunto de la SNOMED CT que anclará el Componente de Fundación a términos definidos a través de la lógica de descripción.